# Jean-Luc Sarré
Jean-Luc Sarré, né le 22 avril 1944 à Oran (Algérie) et mort le 3 février 2018 à Marseille, est un poète français.

## Biographie
En 1968, il s'installe à Marseille où il vit jusqu'à sa mort. Outre ses livres de poèmes, il est aussi l'auteur de carnets. 
Il publie ses premiers poèmes dans la revue Sud, dirigée alors par le poète Jean Malrieu. Il travaille d'abord pour la librairie marseillaise La Touriale de Jean Puech, et programme dans la cave de cette librairie des expositions de divers artistes, tels que Raoul Ubac, Anne-Marie Jaccottet, Denise Esteban, Claude Garache, Alain Diot, Dominique Gutherz, Gilbert Pastor ou Nasser Assar. Avec Germain Viatte et Nicolas Cendo, il collabore à l'exposition La Planète affolée / Surréalisme, dispersions et influences 1938/1947, au musée Cantini. Il publie dans les revues Argile, Le Mâche-laurier, Port des Singes, Chemin de ronde, La revue de Belles-Lettres, Solaire, Apsara, Limon, Théodore Balmoral, La Polygraphe, Rehauts, Il particolare, Moriturus, Fario, Europe et Action Poétique. Il participe aux premières saisons du Centre international de poésie Marseille dans l'ancien Couvent du Refuge du quartier du Panier et en fonde la bibliothèque. 
En 1995, il obtient le prix Max-Jacob pour son recueil Embardées. En 2010, les revues Le Matricule des anges (n° 113, mai 2010) et Il particolare (n° 19-20, 2010) lui consacrent un numéro spécial.

## Œuvres
- La Fièvre, Lettres de Casse, 1979
- Collines, J.-L. Herman, 1980
- Passer (avec Nicolas Cendo), J.-L. Herman, 1982
- La Reprise, Orange Export Ltd., 1982
- Jardins, Atelier des Grames, 1983
- Extérieur blanc, Flammarion, 1983
- La Terrasse, Pré Nian, 1983
- Celui-ci n'a pas de nom, Le Voleur de Talan, 1984
- La Chambre, Flammarion, 1986
- « Cela me rappelle la lumière », Avec/Royaumont, 1987
- Les Journées immobiles, Flammarion, 1990
- Comme un récit, Étant donnés, 1991
- Rurales, urbaines et autres, Fourbis, 1991, repris dans Comme si rien ne pressait, La Dogana, 2010
- Visites, Area, Alin Avila éditeur,1992
- Comme un récit, Etant donné, 1992
- Embardées, La Dogana, 1994
- Au crayon, Farrago, 1999, repris dans Comme si rien ne pressait, La Dogana, 2010
- Affleurements, Flammarion, 2000
- Bardane, Farrago, 2001
- Poèmes costumés, Farrago, 2003
- Bât. B2, Farrago, 2006
- La Part des anges, La Dogana, 2007
- Autoportrait au père absent, Le Bruit du temps, 2010
- Comme si rien ne pressait, Carnets 1990-2005, La Dogana, 2010
- Ainsi les jours, Le Bruit du temps, 2014
- Poèmes costumés suivi de Bât. B2, préface de Jean Roudaut, Le Bruit du temps, 2017
- Apostumes, Le Bruit du temps, 2017